# Liste der Monuments historiques in Vieille-Église-en-Yvelines
Die Liste der Monuments historiques in Vieille-Église-en-Yvelines führt die Monuments historiques in der französischen Gemeinde Vieille-Église-en-Yvelines auf.

## Liste der Objekte
| Bezeichnung | Beschreibung          | Standort                       | Kennzeichnung | Schutzstatus | Datum | Bild |
| ----------- | --------------------- | ------------------------------ | ------------- | ------------ | ----- | ---- |
| Glocke      | Bronze, 1578 gegossen | in der Kirche St-Gilles (Lage) | PM78001047    | Classé       | 1995  |      |